# Fred Schmidt (Schriftsteller)
Fred Schmidt, eigentlich Alfred Eduard Schmidt (* 24. Juli 1902 in Neumittelwalde, Landkreis Groß Wartenberg, Regierungsbezirk Breslau; † wahrscheinlich 21. September 1957 im Mittelatlantik beim Untergang der Pamir), war ein deutscher Seeoffizier, Schriftsteller, Übersetzer, Herausgeber und Lehrer.

## Leben
Über seine Herkunft und familiären Verhältnisse ist bislang nichts bekannt. Er war Kapitän auf großer Fahrt (Patent A6 vom 2. Oktober 1931) und Lehrer an der Reichseefahrtschule Lübeck. Seine Ausbildung erhielt er auf Segelschulschiffen. Als Matrose fuhr er u. a. acht Monate auf der Viermastbark Peking und als Offizier auf verschiedenen Schiffen der DDG „Hansa“ und der HAPAG.
Soweit nachweisbar, begann Schmidt 1934 mit seiner schriftstellerischen Tätigkeit. Alle Werke besaßen einen Bezug zur Seefahrt. 1940 verfasste er auch einen Band für die Romanheftserie Kriegsbücherei der deutschen Jugend.
Ab 1954 stellte Schmidt den Autoren der Romanheftserie SOS – Schicksale deutscher Schiffe sein „Archiv Kapitän Fred Schmidt“ zur Verfügung. Der Verbleib des Archivs ist unbekannt.
1957 diente Schmidt als zusätzlicher Erster Offizier auf dem Schulschiff Pamir und starb vermutlich am 21. September bei dessen Untergang bei den Azoren. Am 28. November 1957 wurde er für tot erklärt.

## Werke
- Schiffe und Schicksale. Erzählungen und Berichte, 1934.
- Sklavenfahrer und Kuliklipper. Erzählungen und Berichte aus der Seefahrt, 1938.
- Anleitung zur Freundschaft mit einem Globus, 1938.
- Mit MR 12 über den Ozean, 1940.
- "Ludolf Oldendorff" kehrt heim (Bd. 77 der Kriegsbücherei der deutschen Jugend, 1940).
- Fahrensleute, 1941.
- Von den Bräuchen der Seeleute. Gedanken und Erinnerungen. Verlag Die Brigantine, Hamburg 1941. NA Fischer-Bücherei, Frankfurt a. M. 1967.
- Als Herausgeber: Kapitäne berichten, 1936. Neue Kapitäns-Berichte, 1937
- Als Co-Autor mit H. F. Köllner: Die See ruft, 1942.
- Alle Mann an Deck! Ein Buch von abenteuerlichen Seereisen. Verlag Dietrich Reimer, Berlin 1953.

## Übersetzungen
- Robert Louis Stevenson: Die Schatzinsel. Verlag Die Brigantine, Hamburg 1964 (Erstausgabe 1947, letzte Ausgabe 1970)